# Liste der Biografien/Mayo
Liste der Biografien |
Portal Biografien |
Personensuche
# |
A |
B |
C |
D |
E |
F |
G |
H |
I |
J |
K |
L |
M |
N |
O |
P |
Q |
R |
S |
T |
U |
V |
W |
X |
Y |
Z |
?
 
Ma |
Mb |
Mc |
Md |
Me |
Mf |
Mg |
Mh |
Mi |
Mj |
Mk |
Ml |
Mm |
Mn |
Mo |
Mp |
Mq |
Mr |
Ms |
Mt |
Mu |
Mv |
Mw |
Mx |
My |
Mz
 
Maa |
Mab |
Mac |
Mad |
Mae |
Maf |
Mag |
Mah |
Mai |
Maj |
Mak |
Mal |
Mam |
Man |
Mao |
Map |
Maq |
Mar |
Mas |
Mat |
Mau |
Mav |
Maw |
Max |
May |
Maz
 
Maya |
Mayb |
Mayc |
Mayd |
Maye |
Mayf |
Mayh |
Mayi |
Mayk |
Mayl |
Maym |
Mayn |
Mayo |
Mayr |
Mays |
Mayt |
Mayu |
Mayv |
Mayw
Die Liste der Biografien führt alle Personen auf, die in der deutschsprachigen Wikipedia einen Artikel haben. Dieses ist eine Teilliste mit 81 Einträgen von Personen, deren Namen mit den Buchstaben „Mayo“ beginnt.

## Mayo
- Mayo (1906–1990), griechisch-französischer Kostümbildner, Filmarchitekt und Maler
- Mayo, Aidan (* 2003), US-amerikanischer Tennisspieler
- Mayo, Alfredo (1911–1985), spanischer Schauspieler
- Mayo, Alfredo F. (* 1943), spanischer Kameramann
- Mayo, Andrea (* 1991), US-amerikanische Biathletin
- Mayo, Archie (1891–1968), US-amerikanischer Filmregisseur
- Mayo, Brooke (* 1989), US-amerikanische Fußballschiedsrichterassistentin
- Mayo, Carlos (* 1995), spanischer Leichtathlet
- Mayo, Charles Horace (1865–1939), US-amerikanischer Arzt, Physiker und Mitgründer der Mayo Clinic
- Mayo, Dan (* 1990), israelischer Schlagzeuger, Komponist und Pädagoge
- Mayo, Edna (1895–1970), US-amerikanische Theaterschauspielerin und Filmschauspielerin während der Stummfilm-Ära
- Mayo, Elton (1880–1949), australischer Soziologe
- Mayo, Helen (1878–1967), australische Ärztin
- Mayo, Henry T. (1856–1937), Admiral der United States Navy im Ersten Weltkrieg
- Mayo, Iban (* 1977), spanischer RadrennfahrerIban Mayo (* 1977)

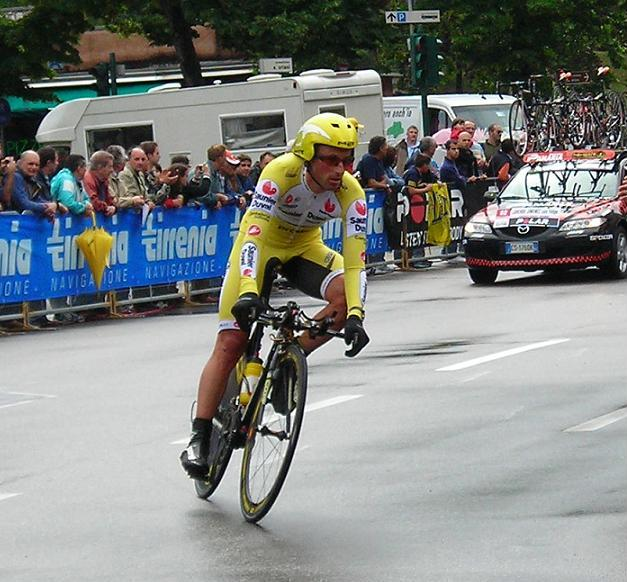
Iban Mayo (* 1977)

- Mayo, Iván (1910–1979), chilenischer Fußballspieler
- Mayo, Jerod (* 1986), US-amerikanischer American-Football-Spieler
- Mayo, Josh (* 1987), US-amerikanischer Basketballspieler
- Mayo, Katherine (1867–1940), US-amerikanische Schriftstellerin
- Mayo, Lewis (* 2000), schottischer Fußballspieler
- Mayo, Lida (1904–1978), US-amerikanische Historikerin
- Mayo, Margot (1910–1974), amerikanische Tanzlehrerin, Pädagogin und Sammlerin von Volksmusik
- Mayo, Mary (1924–1985), US-amerikanische Sängerin
- Mayo, Michael (* 1992), amerikanischer JazzsängerMichael Mayo (* 1992)

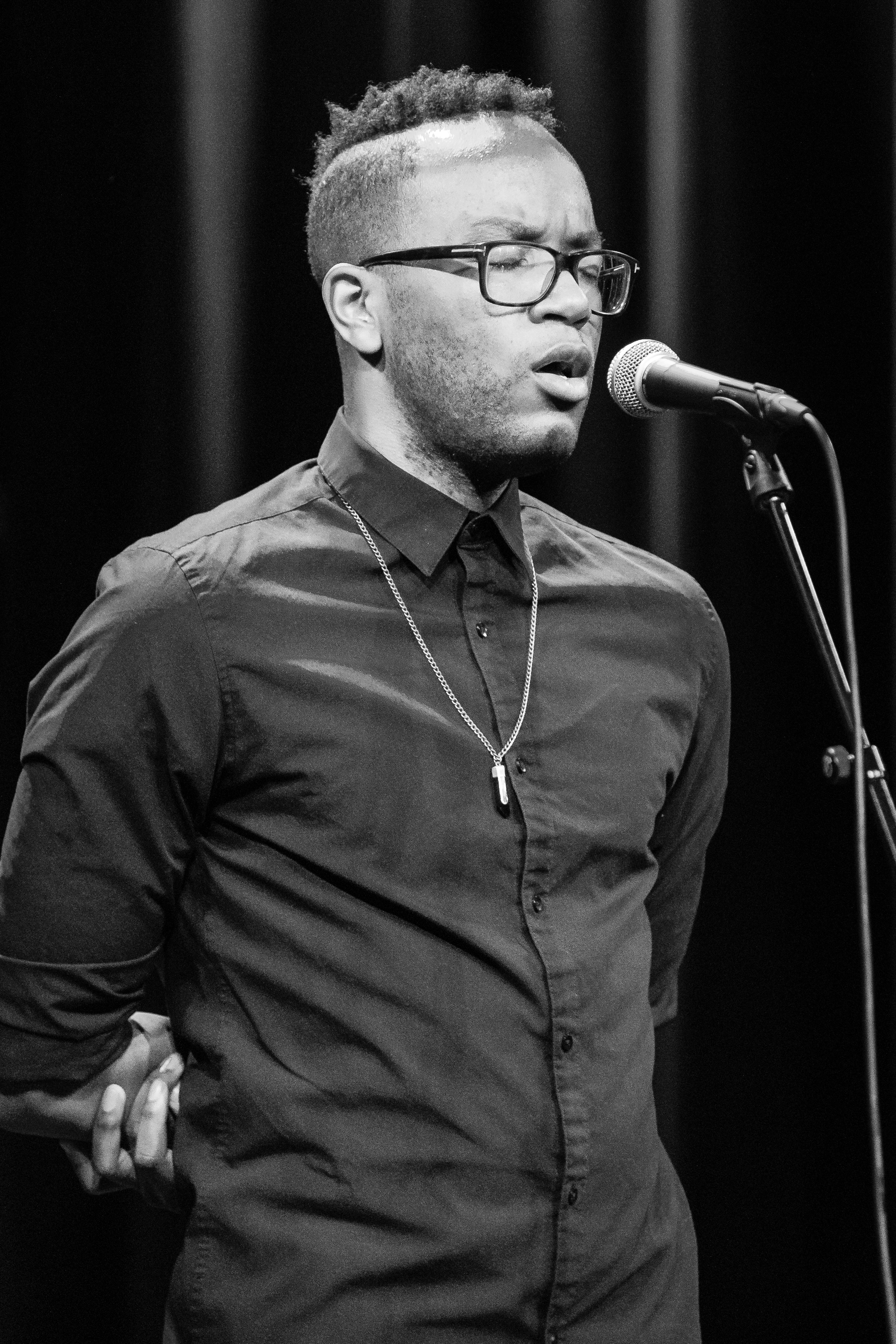
Michael Mayo (* 1992)

- Mayo, Miranda Rae (* 1990), US-amerikanische Schauspielerin
- Mayo, O. J. (* 1987), US-amerikanischer Basketballspieler
- Mayo, Remei Sipi (* 1952), äquatorialguineische Aktivistin, Schriftstellerin, Essayistin und Verlegerin
- Mayo, Richard (1902–1996), US-amerikanischer Armeeoffizier und Pentathlet
- Mayo, Robert Murphy (1836–1896), US-amerikanischer Politiker
- Mayo, Simon (* 1958), britischer BBC-Radiomoderator
- Mayo, Virginia (1920–2005), US-amerikanische Filmschauspielerin
- Mayo, William James (1861–1939), US-amerikanischer Chirurg
- Mayo, William Worrall (1819–1911), englisch-amerikanischer Arzt und Chemiker
- Mayo, Winifred (1869–1967), britische Theaterschauspielerin und Suffragette
- Mayo-Robson, Arthur (1853–1933), britischer Chirurg

### Mayoc
- Mayock, John (* 1970), britischer Mittel- und Langstreckenläufer

### Mayok
- Mayoka-Tika, Noam (* 2003), belgischer Fußballspieler

### Mayol
- Mayol, Félix (1872–1941), französischer Sänger
- Mayol, Jacques (1927–2001), französischer Apnoe-Taucher
- Mayol, Rodel (* 1981), philippinischer Boxer
- Mayola, Freddy (* 1977), kubanischer Sprinter

### Mayom
- Mayombo, Exaucé (* 1990), deutscher Fußballspieler

### Mayon
- Mayone, Ascanio († 1627), neapolitanischer Komponist, Organist und Harfenist
- Mayonnade, Emmanuel (* 1983), französischer Handballtrainer

### Mayop
- Mayopoulos, Timothy J. (* 1959), US-amerikanischer Manager

### Mayor
- Mayor des Planches, Edmondo (1851–1920), italienischer Diplomat und Politiker, Gesandter in Serbien, den USA sowie im Osmanischen Reich und Senator
- Mayor Oreja, Jaime (* 1951), spanischer Politiker (UCD, PP), MdEP
- Mayor Zaragoza, Federico (1934–2024), spanischer Biologe und Politiker, MdEP, Generaldirektor der UNESCO
- Mayor, Adrienne (* 1946), US-amerikanische Althistorikerin, Wissenschafts- und Technikhistorikerin, Mythenforscherin und Volkskundlerin
- Mayor, Carlos (* 1965), argentinischer Fußballspieler
- Mayor, Lesyani (* 1989), kubanische Hochspringerin
- Mayor, Michel (* 1942), Schweizer Astronom und HochschullehrerMichel Mayor (* 1942)

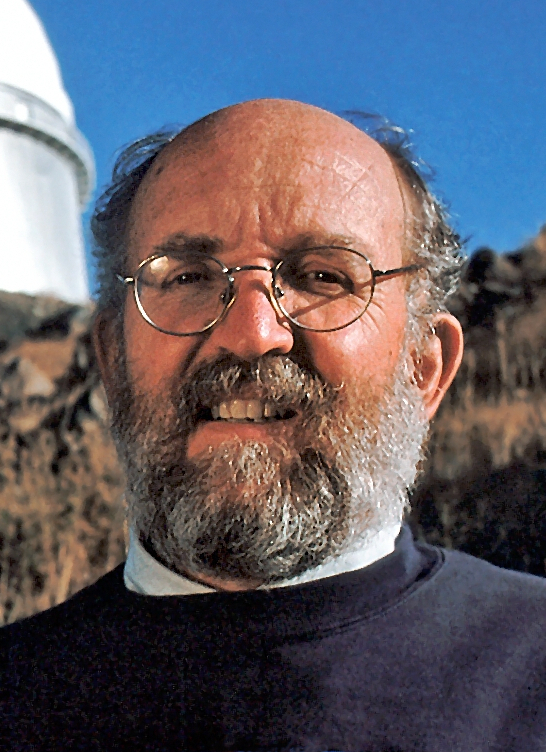
Michel Mayor (* 1942)

- Mayor, Stephany (* 1991), mexikanische Fußballspielerin
- Mayora, Julio (* 1996), venezolanischer Gewichtheber
- Mayoral, Borja (* 1997), spanischer Fußballspieler
- Mayordomo, Moisés (* 1966), spanischer evangelischer Theologe und Hochschullehrer
- Mayorga, Alejandro (* 1997), mexikanischer Fußballspieler
- Mayorga, Dexter (* 1998), nicaraguanischer Sprinter
- Mayorga, Juan (* 1965), spanischer Dramatiker
- Mayorga, Martín de († 1783), Gouverneur von Guatemala und Vizekönig von Neuspanien
- Mayorga, Miriam (* 1989), argentinische Fußballspielerin
- Mayorga, Paula (* 2001), peruanische Hürdenläuferin
- Mayorga, Polibio (* 1932), ecuadorianischer Songwriter, Akkordeonist und Keyboarder
- Mayorga, Ricardo (* 1973), nicaraguanischer Boxer
- Mayorga, Roy (* 1970), US-amerikanischer Schlagzeuger
- Mayorkas, Alejandro (* 1959), US-amerikanischer Anwalt, Politiker der Demokratischen Partei und Regierungsbeamter

### Mayos
- Mayos Solsona, Gonçal (* 1957), spanischer Philosoph, Essayist und Hochschullehrer
- Mayosi, Bongani (1967–2018), südafrikanischer Mediziner

### Mayot
- Mayot, Harold (* 2002), französischer Tennisspieler
- Mayotte, Chris (* 1957), US-amerikanischer Tennisspieler
- Mayotte, Corey, US-amerikanischer Volleyballspieler
- Mayotte, Tim (* 1960), US-amerikanischer TennisspielerTim Mayotte (* 1960)

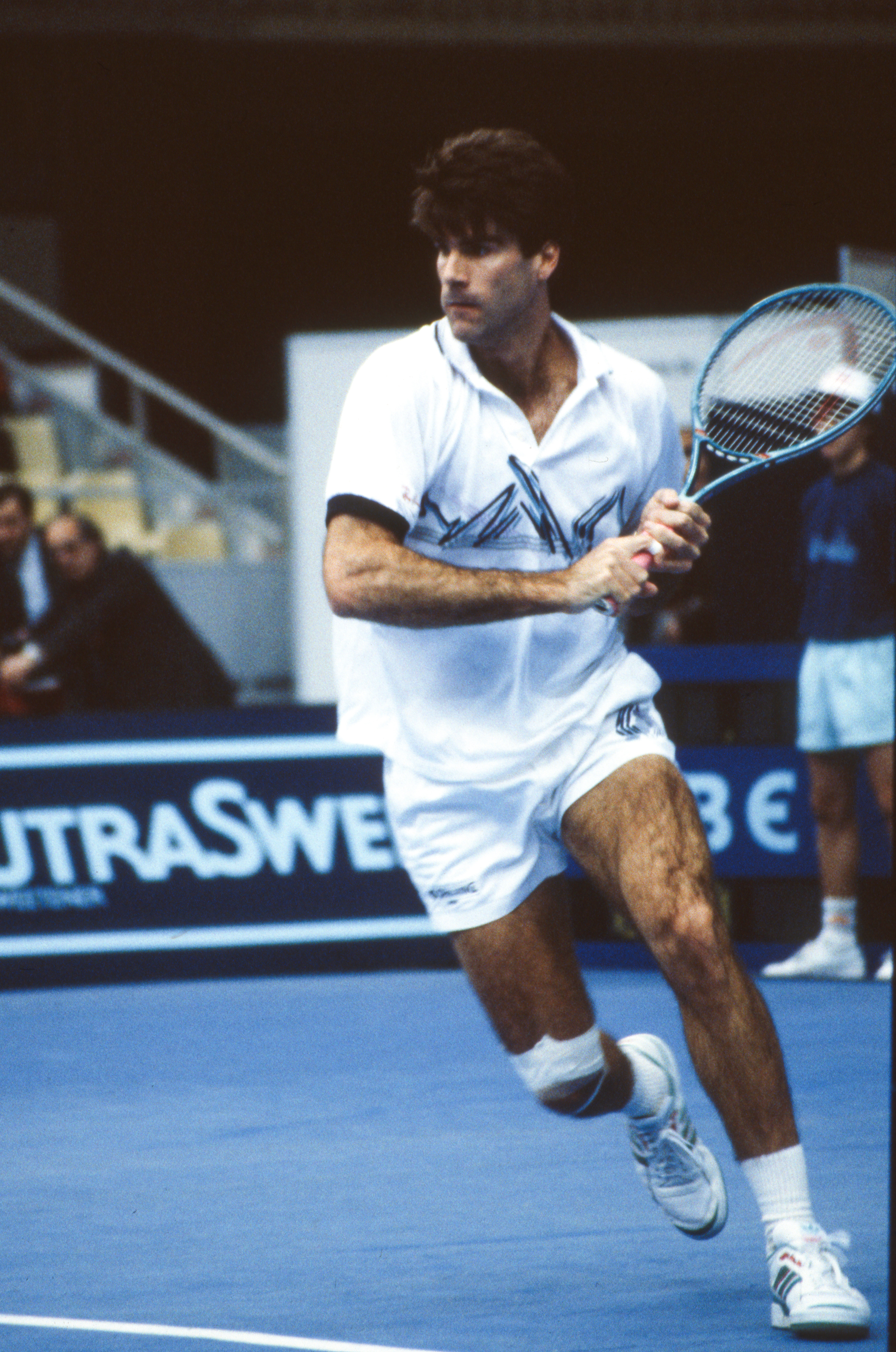
Tim Mayotte (* 1960)

### Mayou
- Mayouf, Abdullah al- (* 1987), saudi-arabischer Fußballspieler
- Mayounga, André (* 1968), zentralafrikanischer Judoka
- Mayoux, François (1882–1967), französischer Lehrer und Pazifist
- Mayoux, Jean-Jacques (1901–1987), französischer Literaturwissenschaftler und Übersetzer
- Mayoux, Jehan (1904–1975), französischer Dichter, Lehrer und Pazifist
- Mayoux, Marie (1878–1969), französische Pazifistin

### Mayov
- Mayova, Globine (* 1988), namibische Sprinterin

### Mayow
- Mayow, John (1640–1679), englischer Physiologe und Chemiker

### Mayoz
- Mayoz, Iban (* 1981), spanischer Radrennfahrer